# Yume no Kawa
"Yume no Kawa" é uma música do AKB48 e single de graduação de Atsuko Maeda. É a última faixa do álbum Tsugi no Ashiato.

## A Música
Ela é uma música com tom de despedida , pois o PV dirigido por Eiki Takashi mostra Atsuko Maeda navegando em um "rio de sonhos" e as outras integrantes falam sobre suas alegrias e tristezas de suas amizades e jornadas.
Essa música incluiu mensagens dos membros para Maeda. Maeda tentou o seu melhor com essa música especial que a fez dizer: "Eu ouvia as frases que foram cantadas muitas vezes mais e mais. Eu cantei as linhas mais e mais, e me corrigiu, até que entendeu e aceitou todos eles. Eu sou muito mais com muita pressa sobre esta canção que como eu sou geralmente durante a gravação, mas eu realmente senti que as emoções nesta canção eram muito maiores". Na cena em que Maeda Atsuko deixa o barco em sua viagem, Oshima não foi capaz de conter suas emoções e, naturalmente, foi às lágrimas.
A música foi apresentada pela primeira vez no programa Music Station (mesmo programa que apresentou o AKB48 ao público) em 17 de agosto de 2012 pela TV Asahi e foi executada por completo no show realizado em Tokyo Dome. Quando a música começou a ser executada, na graduação de Acchan, ficou certo que os fãs começaram a se emocionar, pois eles consideram "Yume no Kawa" uma das músicas mais tristes que o grupo gravou até hoje.

## Request Hour 2015
Em 21 de Janeiro de 2015, Yume no Kawa foi a música que abriu o primeiro dia do Request Hour Set List 1035 2015, ficando na 200ª colocação. Para esta música, Atsuko Maeda se juntou ao AKB48 para interpretá-la.

## Ver Também
- Sakura no Hanabiratachi [5]
- Atsuko Maeda